# یارژونگ
یارژونگ (به لاتین: Yarzhong) یک منطقهٔ مسکونی در جمهوری خلق چین است که در منطقه خودمختار تبت واقع شده‌است. یارژونگ
- نفر جمعیت دارد.